# John Salazar
Pour les articles homonymes, voir Salazar.
John Tony Salazar, né le 21 juillet 1953 à Alamosa, est un homme politique américain. Membre du Parti démocrate, il représente le Colorado à la Chambre des représentants des États-Unis de 2005 à 2011 puis sert comme commissaire à l'Agriculture de l'État de 2011 à 2014.

## Biographie

### Jeunesse et carrière professionnelle
John Salazar grandit dans une ferme du sud du Colorado, sans eau courante ni électricité. Hispanique, il fait partie d'une famille installée aux États-Unis depuis le XVIe siècle. Il a six frères et sœurs, dont Ken Salazar. De langue maternelle espagnole, il ne parle presque pas l'anglais avant d'entrer à l'école.
Il sert dans la United States Army de 1973 à 1976, notamment au sein du commandement des enquêtes criminelles. Il étudie ensuite le commerce à l'université d'État Adams (en), dont il sort diplômé en 1981.
Après ses études, il reprend la ferme familiale de Manassa où il cultive des pommes de terre et élève du bétail. Il est propriétaire d'un site de vente de pommes de terre en ligne. Il siège parallèlement au conseil d'administration de plusieurs sociétés et commissions publiques. De 1999 à 2002, il est notamment membre de la commission de l'agriculture du Colorado.
Avec son épouse, Mary Lou, il a trois fils : Jesus, Esteban et Miguel.

### Carrière politique
John Salazar s'engage en politique au début des années 2000 contre une proposition de loi visant à alimenter en eau les banlieues de Denver grâce aux ressources de l'ouest du Colorado. Il entre à la Chambre des représentants du Colorado en 2003.
Lors des élections de 2004, il est candidat à la Chambre des représentants des États-Unis dans le 3e district du Colorado, une circonscription rurale de l'ouest et du sud de l'État. Selon le New York Times, la circonscription est plutôt républicaine, avec une tendance libertarienne, et des poches hispaniques favorables aux démocrates. Salazar entend succéder au républicain  Scott McInnis (en), qui ne se représente pas. Avec 50 % des suffrages, il bat le républicain Greg Walcher, ancien directeur du département des ressources naturelles du Colorado (qui réunit 47 % des voix). Le même jour, son frère Ken est élu sénateur des États-Unis.
John Salazar est reconduit pour un second mandat en 2006, battant le républicain Scott Tipton avec environ 62 % des voix. Membre de la commission sur l'agriculture, il joue un rôle important dans la rédaction de la loi agricole de 2008. Il est également membre des commissions sur les transports et les vétérans.
Salazar est réélu en 2008 avec environ 61 % des voix. Après la victoire de Barack Obama, son nom est mentionné comme potentiel secrétaire à l'Agriculture des États-Unis,. Il préfère cependant rester à la Chambre des représentants, où il entre à la commission des dotations, qui s'occupe du budget fédéral. Son frère deviendra finalement secrétaire à l'Intérieur des États-Unis dans l'administration Obama.
En 2010, il affronte à nouveau le député local républicain Scott Tipton, qui met en avant son passé de gérant de petites entreprises et attaque Salazar sur les thèmes de la santé et de l'économie. L'élection est considérée comme serrée. Dans le cadre d'une large défaite nationale pour les démocrates, Salazar ne réussit pas à conserver sa circonscription historiquement conservatrice. Il est battu par Tipton, rassemblant 46 % des suffrages contre 50 % pour Tipton.
Après les élections, il est nommé commissaire à l'Agriculture du Colorado par le nouveau gouverneur démocrate John Hickenlooper. Il prend ses fonctions en 2011. Durant son mandat, il doit notamment gérer la crise alimentaire liée à la vingtaine de décès causés par la présence de listériose dans des melons coloradiens ; il renforce alors les règles de sécurité dans le secteur. Malgré la réélection de Hickenlooper, il choisit de ne pas effectuer de deuxième mandat en tant que commissaire à l'Agriculture, préférant s'occuper de sa ferme et de sa famille. Son mandat s'achève au 31 décembre 2014.

## Positions politiques
Au Congrès, John Salazar est membre de la Blue Dog Coalition, qui regroupe les démocrates fiscalement conservateurs. Il soutient le droit à l'avortement et le droit de porter une arme. Il vote en faveur du Patient Protection and Affordable Care Act (ou Obamacare).